# سباق باريس روبيه 2010
سباق باريس روبيه 2010 هو سباق دراجات هوائية أقيم بتاريخ أبريل 11، تكون السباق من مرحلة واحدة وامتدّ لمسافة 259 كم بسرعة 39.325 كم/س، استغرق السباق 6 ساعة 35 دقيقة 10 ثانية. فاز به السويسري فابيان كانسيليرا وحلّ ثانيا النرويجي تور هوسهوفد بينما حصل على المركز الثالث الإسباني خوان أنطونيو فليتشا.

## الترتيب
| م                     | الدرّاج              | البلد   | الزمن                    |
| --------------------- | ------------------- | ------- | ------------------------ |
| الفائز بالترتيب العام | فابيان كانسيليرا    | سويسرا  | 6 ساعة 35 دقيقة 10 ثانية |
| الثاني                | تور هوسهوفد         | النرويج |                          |
| الثالث                | خوان أنطونيو فليتشا | إسبانيا |                          |